# Liste der Staatsoberhäupter 860
Übersicht
◄◄ | ◄ | 856 | 857 | 858 | 859 | Liste der Staatsoberhäupter 860 | 861 | 862 | 863 | 864 | ► | ►►

Weitere Ereignisse

## Afrika
- Aghlabiden
  - Emir: Abu Ibrahim Ahmad (856–863)
- Idrisiden in Marokko
  - Imam: Yahya I. ibn Muhammad (849–863)
- Rustamiden
  - Imam: Aflah ibn 'Abd al-Wahhab (824–872)

## Asien
- Bagan
  - König: Pyinbya (846–878)

- Champa
  - König: Indravarman II. (854–898)

- China
  - Kaiser: Tang Yizong (859–873)

- Indien
  - Östliche Chalukya
    - König: Vijayaditya III. (849 – 892)

  - Chola
    - König: Vijayalaya (848–881)

  - Pala
    - König: Narayanapala (854–908)

  - Pallava
    - König: Nirupathungan (850–882)

  - Pandya
    - König: Sirmara Srivallabha (830–862)

  - Pratihara
    - König: Samrat Mihir Bhoja Mahan (836–885)

  - Rashtrakuta
    - König: Amoghavarsha I. (814–878)

- Japan
  - Kaiser: Seiwa (858–876)

- Khmer
  - König: Jayavarman III. (850–877)

- Korea
  - Balhae
    - König: Sunjong Ahn (858–871)

  - Silla
    - König: Heonan (857–861)

- Kalifat der Muslime
  - Kalif: al-Mutawakkil 'alā 'llāh (847–861)

- Mataram
  - König: Kayuwangi (850–898)

- Nanzhao
  - König: Meng Shilong (859–877)

- Tao-Klardschetien
  - Kuropalat: Bagrat I. (830–876)

## Europa
- Bulgarien
  - Khan: Boris I. (852–889)

- Byzantinisches Reich
  - Kaiser: Michael III. (842–867)

- England (Heptarchie)
  - East Anglia
    - König: Edmund von Ostanglien (855–869)

  - Mercia
    - König: Burgred (852–874)

  - Northumbria
    - König: Osberht (849–862)

  - Wessex
    - König: Æthelbald (855–860)
    - König: Æthelberht (860–865)

- Westfrankenreich
  - Kaiser: Karl der Kahle (843–877)
  - Maine
    - Graf: Rorgon II. (849–865)

  - Grafschaft Toulouse
    - Graf: Raimund I. (852–863)

- Ostfrankenreich
  - König: Ludwig der Deutsche (843–876)
  - Sachsen
    - Herzog: Liudolf (ca. 840–866)

- Italien
  - Kirchenstaat
    - Papst: Nikolaus I. (858–867)

  - Neapel
    - Herzog: Sergius I. (840–864/865)

  - Salerno
    - Fürst: Adhemar (853–861)

  - Toskana
    - Herzog: Adalbert I. (846–884)

  - Venedig
    - Doge von Venedig: Pietro Tradonico (836–864)

- Lotharii Regnum
  - König: Lothar II. (855–869)
  - König der Provence: Karl (855–863)

- Mährerreich
  - Fürst: Rastislav (846–870)

- Raszien
  - Großžupan: Vlastimir (825–860)
  - Großžupan: Mutimir (860–890)

- Schottland
  - Königreich Schottland
    - König: Donald I. (859–863)

  - Strathclyde
    - König: Artgal (ca. 840–872)

- Spanien
  - Asturien
    - König: Ordoño I. (850–866)

  - Grafschaft Barcelona
    - Graf: Humfried von Gothien (858–864)

  - Emirat von Córdoba
    - Emir: Muhammad I. (852–886)

  - Navarra
    - König: García Íñiguez (852–882)

- Wales
  - Gwynedd und Powys
    - Fürst: Rhodri der Große (854–878)